# تیم ملی فوتبال زیر ۱۷ سال زنان ژاپن
تیم ملی فوتبال زیر ۱۷ سال زنان ژاپن یا تیم ملی فوتبال نوجوانان زنان ژاپن، نمایندهٔ فوتبال کشور ژاپن در مسابقات نوجوانان آسیا و بین‌المللی است که زیر نظر فدراسیون فوتبال ژاپن فعالیت می‌کند.

## مسابقات

### جام‌جهانی فوتبال زیر ۱۷ سال زنان
| میزبان / سال | نتیجه          | GP | W  | D* | L | GS  | GA | GD  |
| ------------ | -------------- | -- | -- | -- | - | --- | -- | --- |
| ۲۰۰۸         | یک چهارم نهایی | ۴  | ۳  | ۱  | ۰ | ۱۹  | ۷  | +۱۲ |
| ۲۰۱۰         | نایب‌قهرمان     | ۶  | ۴  | ۱  | ۱ | ۲۰  | ۹  | +۱۱ |
| ۲۰۱۲         | یک چهارم نهایی | ۴  | ۳  | ۰  | ۱ | ۱۷  | ۱  | +۱۶ |
| ۲۰۱۴         | قهرمان         | ۶  | ۶  | ۰  | ۰ | ۲۳  | ۱  | +۲۲ |
| ۲۰۱۶         | نایب‌قهرمان     | ۶  | ۵  | ۱  | ۰ | ۱۹  | ۲  | +۱۷ |
| ۲۰۱۸         | یک چهارم نهایی | ۴  | ۱  | ۳  | ۰ | ۸   | ۲  | +۶  |
| Total        | ۶/۶            | ۳۰ | ۲۲ | ۶  | ۲ | ۱۰۶ | ۲۲ | +۸۴ |

## ترکیب فعلی
ترکیب بازیکنان این تیم در جام جهانی فوتبال زیر ۱۷ سال زنان چنین بود:
| ۰#۰ | پست       | بازیکن          | تاریخ تولد (سن)         | باشگاه                    |
| --- | --------- | --------------- | ----------------------- | ------------------------- |
| 1   | دروازه‌بان | Momoko Tanaka   | ۱۷ مارس ۲۰۰۰ (۱۶ سال)   | NTV Menina                |
| 2   | مدافع     | Nana Ono        | ۱ مه ۱۹۹۹ (۱۷ سال)      | NTV Menina                |
| 3   | مدافع     | Reina Wakisaka  | ۲ مه ۱۹۹۹ (۱۷ سال)      | Cerezo Osaka Sakai Ladies |
| 4   | مدافع     | Miyu Takahira   | ۴ نوامبر ۱۹۹۹ (۱۶ سال)  | JFA Academy Fukushima     |
| 5   | مدافع     | Riko Ushijima   | ۱۲ دسامبر ۱۹۹۹ (۱۶ سال) | Hinomoto Gakuen HS        |
| 6   | مدافع     | Rio Kanekatsu   | ۱۱ مارس ۱۹۹۹ (۱۷ سال)   | Urawa Red Diamonds Ladies |
| 7   | هافبک     | Saori Takarada  | ۲۷ دسامبر ۱۹۹۹ (۱۶ سال) | Cerezo Osaka Sakai Ladies |
| 8   | هافبک     | Hinata Miyazawa | ۲۸ نوامبر ۱۹۹۹ (۱۶ سال) | Seiwa Gakuen HS           |
| 9   | مهاجم     | Riko Ueki       | ۳۰ ژوئیه ۱۹۹۹ (۱۷ سال)  | NTV Menina                |
| 10  | هافبک     | Fuka Nagano     | ۹ مارس ۱۹۹۹ (۱۷ سال)    | Urawa Red Diamonds Ladies |
| 11  | مهاجم     | Hana Takahashi  | ۱۹ فوریه ۲۰۰۰ (۱۶ سال)  | Urawa Red Diamonds Ladies |
| 12  | دروازه‌بان | Chiaki Kogure   | ۱۲ مارس ۱۹۹۹ (۱۷ سال)   | Maebashi Ikuei HS         |
| 13  | هافبک     | Mayu Karahashi  | ۴ اوت ۱۹۹۹ (۱۷ سال)     | Albirex Niigata Ladies    |
| 14  | مهاجم     | Seira Kojima    | ۵ فوریه ۲۰۰۰ (۱۶ سال)   | Urawa Red Diamonds Ladies |
| 15  | هافبک     | Remina Chiba    | ۳۰ آوریل ۱۹۹۹ (۱۷ سال)  | Fujieda Junshin HS        |
| 16  | مهاجم     | Jun Endo        | ۲۴ مه ۲۰۰۰ (۱۶ سال)     | JFA Academy Fukushima     |
| 17  | هافبک     | Oto Kanno       | ۳۰ اکتبر ۲۰۰۰ (۱۵ سال)  | NTV Menina                |
| 18  | دروازه‌بان | Mayu Mizuguchi  | ۱۱ فوریه ۱۹۹۹ (۱۷ سال)  | Yamato Sylphid            |
| 19  | مدافع     | Miyu Tomita     | ۵ فوریه ۱۹۹۹ (۱۷ سال)   | Okamyama Sakuyo HS        |
| 20  | هافبک     | Nanami Kitamura | ۲۵ نوامبر ۱۹۹۹ (۱۶ سال) | Cerezo Osaka Sakai Ladies |
| 21  | هافبک     | Sakura Nojima   | ۲۵ آوریل ۱۹۹۹ (۱۷ سال)  | Cerezo Osaka Sakai Ladies |

|}